# Louis Gidouin
Louis Gidoin est un homme politique français né le 12 octobre 1727 à Monnerville (Essonne) et décédé le 14 février 1804 à Étampes (Essonne).
Il est élu député du tiers-état du bailliage d’Étampes aux États généraux de 1789.
« Ancien receveur de la Commanderie de Chalou-la-reine », il est élu maire d'Étampes le 13 novembre 1791, fonction qu'il refuse en raison du mauvais état de sa santé.